# Sinocyclocheilus yangzongensis
 Sinocyclocheilus yangzongensis és una espècie de peix cipriniforme de la família dels ciprínids que es troba a la Xina.